# Butte aux Gorzeaux

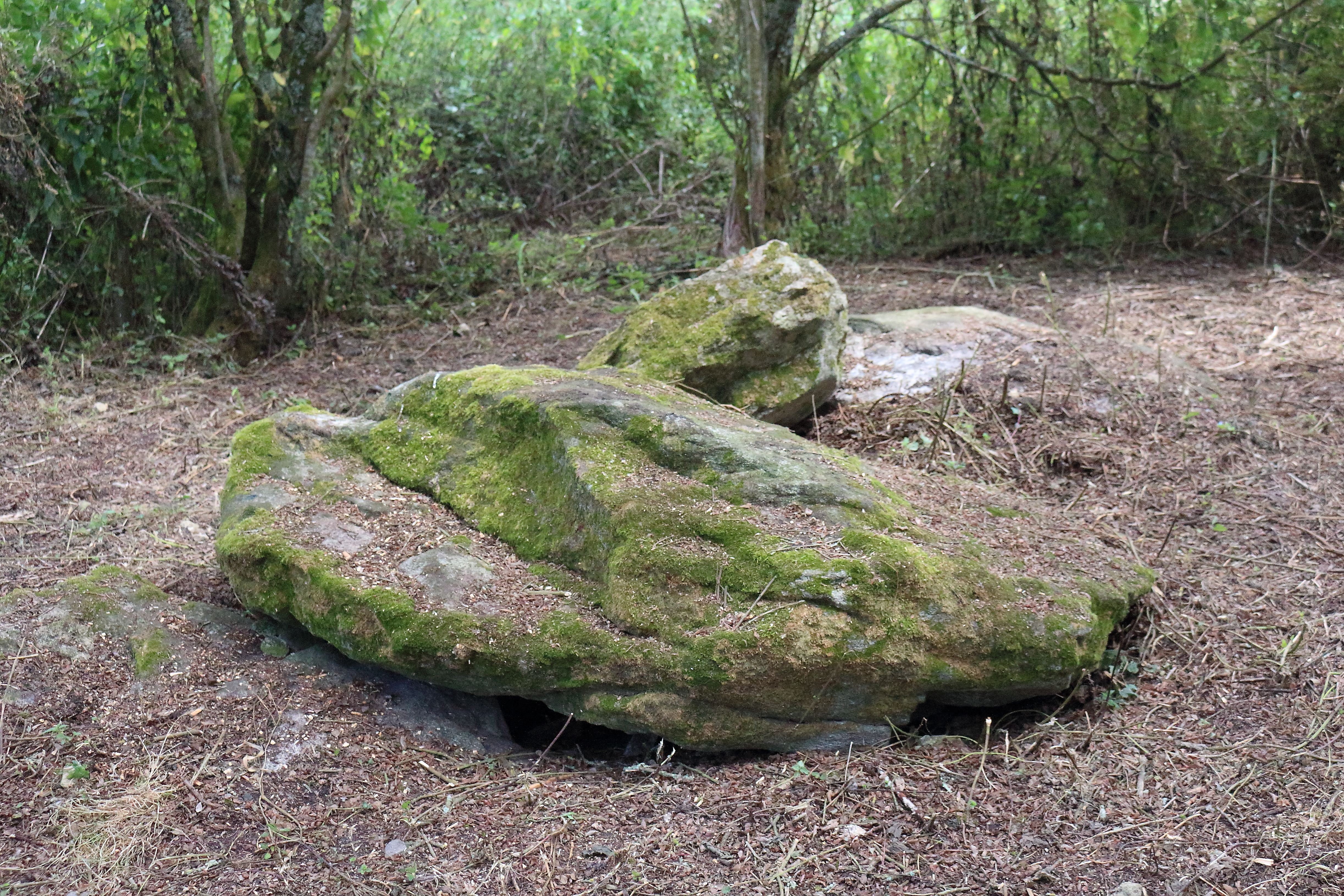
La Butte aux Gorzeaux

La Butte aux Gorzeaux (oder der Tumulus des Corseaux, auch „Sépultures mégalithiques à Saint-Joachim“ genannt) ist eine Gruppe von Megalithen auf einem Hügel (Butte) am „Le Chemin du Bois“, westlich von Saint-Joachim, östlich von Saint-Lyphard, inmitten des Naturschutzgebietes La Brière (französisch Parc naturel régional de Brière) im Département Loire-Atlantique in Frankreich.
Die als Dolmen bezeichnete, nicht näher bestimmbare Anlage ist seit 1981 als Monument historique unter Schutz gestellt. Dolmen ist in Frankreich der Oberbegriff für neolithische Grabanlagen (siehe: französische Nomenklatur).
In der Nähe liegen der „Cairn funéraire“ und die „Enclos funéraire“ von Saint-Joachim, das „Ensemble mégalithique sur la Petite Butte des Roches“ und das „Ensemble préhistorique sur l’îlot de la Butte aux Pierres“.